# 長野県道314号田多井中萱豊科線

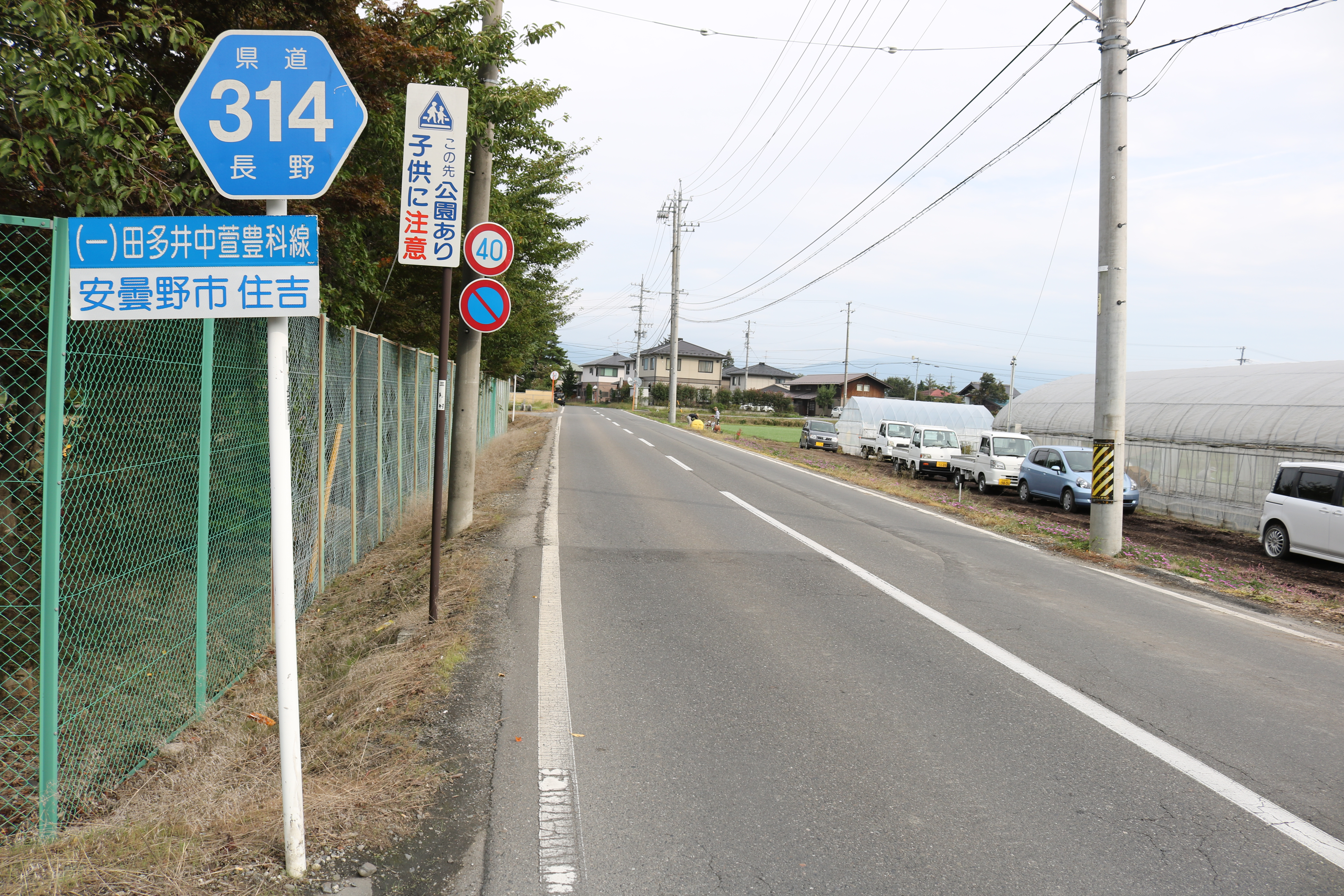
長野県道314号田多井中萱豊科線、安曇野市住吉にて

長野県道314号田多井中萱豊科線（ながのけんどう314ごう たたいなかがやとよしなせん）は、長野県安曇野市堀金三田と同市豊科高家を結ぶ一般県道。

## 概要

### 路線データ
- 起点：安曇野市堀金三田字田多井（長野県道25号塩尻鍋割穂高線交点）
- 終点：安曇野市豊科高家字立石（立石交差点、長野県道316号梓橋田沢停車場線交点）

## 通過する自治体
- 安曇野市

## 接続・交差する道路
- 長野県道25号塩尻鍋割穂高線
- 長野県道321号中堀一日市場停車場線
- 長野県道315号波田北大妻豊科線
- 長野県道316号梓橋田沢停車場線

## 周辺
- 大糸線 中萱駅